# Kulgera
Kulgera é uma localidade no Território do Norte, na Austrália. Situa-se a 275 quilômetros (170 mi) ao sul de Alice Springs e a 21 quilômetros (13 mi) ao norte da divisa com o estado da Austrália Meridional, tornando-a a localidade permanentemente habitada mais ao sul no Território do Norte. Localiza-se na junção da rodovia Stuart Highway e no caminho para Aputula. No censo australiano de 2006 foram contados 50 habitantes.

## História
Kulgera é o termo Pitjantjatjara para um afloramento rochoso granítico a leste da localidade. De acordo com Nicolas Rothwell, Kulgera deriva de kalgka na língua pertam e esta palavra se "refere uma particularmente privativa parte da anatomia feminina".
Um arrendamento pastoral de 1 370 km² a nordeste do afloramento rochoso foi concedido à família Coulthard em 1928, com o nome de Kulgera Station.

## Transporte
Kulgera situa-se na Stuart Highway (a rodovia que corta a parte central da Austrália de norte a sul, indo de Darwin a Port Augusta). Também é servida pela Greyhound Australia. Sendo a localidade habitada mais próxima à divisa do Território de Norte com a Austrália Meridional, Kulgera é bem conhecida entre os viajantes do trecho.
A estação ferroviária de Kulgera está a 12 km a leste da cidade no trecho que liga Adelaide a Darwin. O trem The Ghan, gerido pela Great Southern Rail, passa duas vezes por semana em cada direção.
O aeroporto de Kulgera (IATA: KGR, ICAO: YKUL) está junto à cidade mas só é atendido pela aviação geral, i.e., com voos não regulares.